# إريك شايفر
إريك شايفر (بالإنجليزية: Eric Schaefer)‏ هو مدرس أمريكي، ولد في 1959.